# Episodi di Fondazione (prima stagione)
La prima stagione della serie televisiva Fondazione (Foundation) è stata pubblicata sul servizio streaming on demand Apple TV+ dal 24 settembre al 19 novembre 2021.
| nº | Titolo originale          | Titolo italiano            | Pubblicazione     |
| -- | ------------------------- | -------------------------- | ----------------- |
| 1  | The Emperor's Peace       | La pace dell'imperatore    | 24 settembre 2021 |
| 2  | Preparing to Live         | Prepararsi a vivere        | 24 settembre 2021 |
| 3  | The Mathematician's Ghost | Il fantasma del matematico | 1 ottobre 2021    |
| 4  | Barbarians at the Gate    | I barbari alle porte       | 8 ottobre 2021    |
| 5  | Upon Awakening            | Al suo risveglio           | 15 ottobre 2021   |
| 6  | Death and the Maiden      | Morte e Luna Vergine       | 22 ottobre 2021   |
| 7  | Mysteries and Martyrs     | Misteri e martiri          | 29 ottobre 2021   |
| 8  | The Missing Piece         | Il pezzo mancante          | 5 novembre 2021   |
| 9  | The First Crisis          | La prima crisi             | 12 novembre 2021  |
| 10 | The Leap                  | Il salto                   | 19 novembre 2021  |

## La pace dell'imperatore
- Titolo originale: The Emperor's Peace
- Diretto da: Rupert Sanders
- Scritto da: David S. Goyer e Josh Friedman

### Trama
Anno 12.102  E.I. (Era Imperiale). Alcuni bambini giocano fra loro, sfidandosi a chi riesce ad avvicinarsi di più ad uno strano artefatto che gli abitanti del luogo chiamano "La Volta" (The Vault), che si libra ad alcuni metri dal suolo. L'oggetto non consente a nessuna creatura vivente di avvicinarsi a meno di qualche decina di metri; un campo di forza, denominato "Campo Nullo", risulta essere una barriera insormontabile. 35 anni prima, nell'anno 12.067 E.I., la matematica Gaal Dornick, come ricompensa per aver risolto, da autodidatta, la complessa congettura di Abraxas, viaggia dal suo mondo natale Synnax, dove lo studio è considerato attività eretica, verso Trantor, capitale dell'Impero Galattico, con lo scopo di continuare la sua istruzione al seguito del già famoso Hari Seldon. Questi è il creatore del sottocampo matematico predittivo della psicostoria. Entrambi vengono però arrestati con l'accusa di tradimento. Seldon, perché il suo modello prevede l'imminente collasso dell'Impero dovuto in buona parte alla stagnazione causata da quattro secoli di dominio da parte dei cloni dell'imperatore Cleon I, e Dornick, in quanto si rifiuta di screditare e ripudiare le teorie della psicostoria. Dornick infatti, durante il loro processo conferma la correttezza del modello di Seldon ed entrambi sono così condannati a morte. Vengono tuttavia risparmiati da Fratello Giorno (Brother Day) (l'imperatore Cleon XII), dopo che lo Starbridge, l'ascensore spaziale di Trantor, viene distrutto da presunti terroristi dei regni della Periferia, Anacreon e Thespis, causando più di 100 milioni di vittime. Fratello Giorno esilia dunque Seldon e Dornick nel mondo periferico di Terminus, dove dovranno costruire la "Fondazione", un deposito di conoscenza umana che, secondo Seldon, ridurrà, dopo la caduta dell’Impero, l'età oscura da trentamila anni ad un solo millennio.

## Prepararsi a vivere
- Titolo originale: Preparing to Live
- Diretto da: Andrew Bernstein
- Scritto da: David S. Goyer e Josh Friedman

### Trama
Seldon e i suoi seguaci procedono verso Terminus a bordo di una lenta astronave, la Deliverance, e si preparano per le loro nuove vite nel mondo arido. Un anno dopo l'inizio del viaggio (12.068 E.I.), Dornick rivela al suo amante, il figlio adottivo di Seldon, Raych, che il modello della psicostoria è, secondo lei, incompleto; la cosa desta grande stupore, lasciando Raych Seldon assai sorpreso. Una notte, Dornick sorprende Raych che accoltella a morte Seldon nei suoi alloggi. Raych allora introduce a forza l'incredula Dornick in una capsula di salvataggio con il coltello, arma del delitto, e la getta fuori dalla nave. Nel frattempo, l'Impero indaga sull'attacco di Starbridge, ma non è in grado di identificare la mente dell'attentato, o di attribuirlo definitivamente a Seldon o ai governi di Anacreon e Thespis. Nonostante Fratello Tramonto (Brother Dusk) (Cleon XI) abbia esortato a concedere clemenza alle delegazioni detenute dei due regni, Fratello Giorno opta per un'esecuzione pubblica di tutti i delegati, tranne i due ambasciatori, in simultanea a violentissimi bombardamenti orbitali dei loro pianeti natali.

## Il fantasma del matematico
- Titolo originale: The Mathematician's Ghost
- Diretto da: Alex Graves
- Scritto da: Olivia Purnell

### Trama
Diciannove anni dopo l'attacco di Starbridge (12.086 EI), la dinastia genetica di Cleon I intraprende il suo tradizionale trasferimento di potere: Cleon XIV nasce come nuovo Fratello Alba (Brother Dawn), Cleon XIII viene elevato a Fratello Giorno, e Cleon XII si ritira in qualità di Fratello Tramonto. Cleon XI infine, assume il mantello di Fratello Oscurità prima di essere soppresso. Nel 12.072 E.I., i seguaci di Seldon arrivano a Terminus e scoprono il Vault, l'artefatto visto all'inizio del primo episodio. Inquietante, la sua esistenza originariamente sciocca i coloni, ma col tempo diviene una presenza ordinaria della vita su Terminus. Al giorno d'oggi (12.102 E.I.), la Fondazione è ormai ben consolidata e Salvor Hardin, una colona di seconda generazione, unico essere vivente cui è consentito per motivi sconosciuti di avvicinarsi all'artefatto, serve come Guardiano di Terminus. Hardin è turbata dall'improvviso e continuo espandersi del campo nullo del Vault, ma una crisi più grande incombe, quando le corvette di Anacreon appaiono nei cieli di Terminus in aperta violazione delle direttive imperiali. Nelle ore antecedenti all'arrivo delle navi, Hardin insegue un bambino nel relitto della Deliverance e si ritrova circondata da una squadra di sbarco Anacreon.

## I barbari alle porte
- Titolo originale: Barbarians at the Gate
- Diretto da: Alex Graves
- Scritto da: Lauren Bello

### Trama
Il lignaggio Cleon affronta una minaccia alla sua legittimità, poiché Zephyr Halima Ifa, uno dei principali candidati a diventare il prossimo Proxima della principale religione del Luminismo, fa rivivere un dogma ortodosso pre-imperiale, che afferma che i cloni di un individuo non possiedono anime. Questo problema religioso e una violenta insurrezione dei "Sinker" nei livelli inferiori di Trantor, ancora in rovina, soddisfano altri due presagi chiave (oltre l'attentato allo Starbridge) del declino dell'Impero che Hari Seldon ha raccontato al suo processo. Fratello Giorno si sente frustrato da Fratello Tramonto, sentendo che il suo clone maggiore ha seminato questi problemi nei decenni precedenti, agendo impulsivamente e rifiutando di ascoltare gli avvertimenti di Seldon. Mentre Fratello Giorno lascia Trantor per partecipare al Conclave dei Luministi e sostenere il concorrente di Ifa, Fratello Tramonto ordina al comandante Dorwin di visitare la Fondazione, che è rimasta silenziosa. Su Terminus, Hardin supera in astuzia gli Anacreon e cattura il loro capo, la Grande Cacciatrice Phara Keaen, che afferma di volere solo il computer di navigazione della nave colonia, in modo che la sua gente possa trovare un nuovo pianeta natale. I soldati Anacreon circondano la recinzione perimetrale di Terminus City e assemblano un cannone antiproiettile. Il Vault inizia anche ad inviare ad Hardin visioni sporadiche di un bambino nella Biblioteca Imperiale di Trantor, dove lavorava Seldon. Nello spazio profondo, intanto, una nave intercetta la capsula di salvataggio di Gaal Dornick.

## Al suo risveglio
- Titolo originale: Upon Awakening
- Diretto da: Alex Graves
- Scritto da: Leigh Dana Jackson

### Trama
In passato, su Synnax, un amico della famiglia Dornick è giustiziato dopo essere stato sorpreso a salvare libri da un'università abbandonata. Disillusa dalla Chiesa del Veggente, Gaal, si istruisce in segreto e partecipa da autodidatta ad una competizione di matematica. Nel presente, Dornick si risveglia dopo più di 34 anni di criosonno e si ritrova a bordo della nave stellare completamente automatizzata Raven, che era stata preparata da Raych. Viene a sapere che Raych è stato giustiziato per aver ucciso Hari e che da parte di tutti, la si crede complice del crimine. Dopo aver dedotto che la Raven è diretta al pianeta natale di Hari, Helicon, si imbatte in un Hari ferito ma apparentemente vivo. A Terminus, la nave imperiale Aegis che trasporta il comandante Dorwin entra in orbita e rileva la presenza di Anacreon. Dorwin viene informato della prigioniera Phara e chiede di parlare con lei, costringendo lo staff della Fondazione a portarla dalla sua cella alla Torre della Fondazione. Una volta dentro, Phara disabilita la recinzione di Terminus City e rivela che il suo vero scopo è distruggere la Fondazione per vendicare il bombardamento di neutroni dell'Impero su Anacreon, che aveva ucciso i suoi genitori e il fratello. I soldati di Anacreon assaltano la città e il loro cannone antiproiettile abbatte l'Aegis.

## Morte e Luna Vergine
- Titolo originale: Death and the Maiden
- Diretto da: Jennifer Phang
- Scritto da: Marcus Gardley

### Trama
Fratello Giorno arriva a The Maiden, la luna santa al centro della fede luminista. Indebolisce Zephyr Halima impegnandosi a costruire un sistema di desalinizzazione per tutta la luna in onore del moderato Zephyr Gilat, ma Halima prende il sopravvento con un elogio entusiasmante del defunto Proxima Opal, che critica sottilmente la clonazione imperiale. Su Trantor, Fratello Alba insegue una storia d'amore con Azura Odili, una giardiniera del palazzo, e svela il suo segreto più profondo: ha inspiegabilmente tratti genetici minori, come il daltonismo, che lo differenziano da tutti i precedenti cloni di Cleon. Su Terminus, gli Anacreon recuperano Dorwin dal relitto dell'Aegis e radunano i coloni con le abilità necessarie per riparare e manovrare l'Invictus, una nave da guerra imperiale perduta da tempo, che il popolo di Phara ha riscoperto e pianifica di utilizzare per attaccare l'Impero. Salvor Hardin fugge dalla città con l'aiuto di due bambini e decide di eliminare le corvette Anacreon per frenare Phara. Durante la missione, Hardin viene colpita da una visione che rivela che l'omicidio di Hari Seldon faceva parte del piano di Seldon per la Fondazione, ma la capsula di salvataggio presa da Gaal era destinata a Raych. In assenza di Salvor Hardin, suo padre Abbas si sacrifica per far saltare in aria le corvette. Salvor Hardin e il suo amante, il commerciante di Thespin, Hugo, vengono successivamente catturati da Phara. Salvor è costretta a pilotare la nave di Hugo, la Beggar, verso la Cintura di Anthor, con i coloni prigionieri.

## Misteri e martiri
- Titolo originale: Mysteries and Martyrs
- Diretto da: Jennifer Phang
- Scritto da: Caitlin Saunders

### Trama
Giunti alla Cintura di Anthor, Salvor e Hugo scoprono il vero scopo della missione voluta da Phara. Davanti a loro si staglia la nave fantasma Invictus, l'ammiraglia della flotta dell'impero, la più grande e potente nave mai costruita, sparita nel nulla circa 700 anni prima. Insieme, Salvor, Hugo, Dorwin e Phara ed altri Anacreoniani si lanciano nel vuoto per raggiungere la Invictus ed esplorarla, ma non senza vittime; tra gli altri, apparentemente Hugo, che si allontana perdendosi nel vuoto durante l'attraversamento della passeggiata spaziale dal Beggar, e Dorwin, che viene ucciso da Phara dopo aver dissigillato la nave. Con l'Invictus a poche ore dall'effettuare un salto casuale verso una destinazione ignota e potenzialmente letale, causa il malfunzionamento del sistema di salto, il gruppo di Anacreon e coloni procede verso il ponte per prenderne il controllo. L'obiettivo dell'Acreoniana è utilizzare l'Invictus per attaccare l'impero e vendicare la quasi totale distruzione del proprio mondo. Su The Maiden, Fratello Giorno è frustrato dalla sua incapacità di tenere a freno la ribelle Halima, ma decide che può metterla in ombra intraprendendo il pellegrinaggio sacro del Luminismo. Su Trantor, Azura chiede a Fratello Alba, che vive nella costante paura di essere sostituito da un altro clone se la sua unicità fosse scoperta, di considerare di scappare con lei. A bordo della Raven, l'Hari Seldon vivente si rivela essere una copia digitale della coscienza del defunto Hari. La copia era stata memorizzata e conservata nel coltello usato da Raych per ucciderlo, e poi è stata caricata sulla nave quando è stata trovata Gaal. Hari spiega che la relazione inaspettata di Gaal e Raych aveva interrotto i suoi piani per la Fondazione: Hari doveva farsi uccidere per mitizzare se stesso; Raych doveva portare il coltello alla Raven e Gaal doveva guidare la Fondazione attraverso la sua prima crisi su Terminus. Hari aveva convinto Raych ad ucciderlo invece per forzare la separazione della coppia. L'indignazione di Gaal per la manipolazione del suo mentore viene momentaneamente placata dalla rivelazione di possedere un'abilità latente: la prescienza.

## Il pezzo mancante
- Titolo originale: The Missing Piece
- Diretto da: Roxann Dawson
- Scritto da: Sarah Nolen

### Trama
Il gruppo sull'Invictus raggiunge finalmente il ponte. Nel frattempo, Hugo arriva sano e salvo a una stazione di comunicazione e chiede aiuto alla sua gente. Sulla Raven, Hari rivela il suo piano di creare una seconda Fondazione segreta su Helicon, soprannominata "Star's End" a causa della sua orbita attorno a un buco nero, ma si rifiuta di rivelare i particolari del progetto. Irata ed impaziente, Gaal costringe Hari a lasciarla andare con la navetta di salvataggio; stabilisce una rotta per Synnax che impiegherà 138 anni di viaggio. Nel frattempo sulla Invictus, Salvor ed il direttore della Fondazione Lewis Pirenne, raggiungono il ponte di comando, scoprendo il problema della nave, e tagliando fuori Phara e l'altro Anacreoniano superstite. Fratello Giorno completa la Spirale, un viaggio tortuoso verso una pozza in una grotta nel deserto, e afferma di aver ricevuto la visione di un fiore sacro dalla triplice dea del Luminismo. Gli Zefiri interpretano la visione di Fratello Giorno come una dichiarazione divina che ha un'anima, rendendo qualsiasi ulteriore critica alla clonazione imperiale da parte di un Luminista come un sacrilegio e garantendo anche l'elevazione di Zefiro Gilat a Proxima. Fratello Giorno suggella la sua vittoria ordinando al suo robot maggiordomo, Eto Demerzel, di assassinare di nascosto Halima. Demerzel è una devota Luminista che rispetta Halima ed è molto angosciata dal comando, ma è costretta ad obbedire dalla sua programmazione. Mentre lasciano il luogo, Fratello Giorno riflette sulla sua esperienza nella grotta, rivelando di non avere avuto alcuna visione, e una Demerzel in lacrime gli segnala che è consapevole dell'inganno e disapprova. Proprio mentre i Thespin attaccano e Phara e Salvor si combattono, la Invictus completamente fuori controllo, effettua un salto nello spazio, con destinazione ignota.

## La prima crisi
- Titolo originale: The First Crisis
- Diretto da: Roxann Dawson
- Scritto da: Victoria Morrow

### Trama
L'Invictus riappare nelle vicinanze di Terminus, a causa del sacrificio del direttore della Fondazione Lewis Pirenne, che si è collegato ai sistemi della nave all'ultimo secondo. Inaspettatamente Salvor si riunisce gioiosamente con Hugo, in quanto nel salto, la enorme Invictus ha trascinato nella propria scia le navi di Thespin giunte in soccorso, quindi scende a Terminus per tentare di controllare il Vault, che ha ormai avvolto tutto il pianeta nel suo campo nullo. Hugo e gli altri Thespiniani invece salgono a bordo della Invictus per stabilizzarne i sistemi ed impedire che la nave effettui un nuovo salto fuori controllo. Su Trantor, Fratello Alba si rende conto che Fratello Tramonto conosce il suo segreto e fugge nelle profondità di Trantor per trovare Azura,la giardiniera conosciuta in precedenza a palazzo, ma cade nelle mani di una cospirazione. Per tutto il tempo, Azura faceva parte di un gruppo anti-Impero che aveva alterato il DNA di Fratello Alba, dandogli delle imperfezioni con l'aspettativa che un giorno avrebbe scelto di fuggire dal palazzo. Lo scopo di questo era creare un'opportunità per estrarre i nanobot imperiali di Fratello Alba e impiantarli in un clone Cleon cooperativo e perfetto, che avrebbe poi assunto l'identità di Fratello Giorno stesso. Mentre Fratello Alba si dispera, Fratello Tramonto arriva con le truppe imperiali che eliminano i cospiratori e il loro falso Cleon. Fratello Tramonto lascia il destino di Fratello Alba nelle mani del fratello Fratello Giorno. Su Terminus, Salvor intanto risolve l'enigma del Vault, convertendolo in un portale. Prima che si siano riuniti Anacreon, Thespin e Terminus, Salvor propone di sfruttare l'Invictus per dare a tutti e tre i mondi una leva contro l'Impero. Phara, travolta dall'odio,  cerca di distruggere il Vault, ma viene uccisa da Salvor. Prima che possano verificarsi ulteriori violenze, Hari Seldon emerge inaspettatamente dal portale.

## Il salto
- Titolo originale: The Leap
- Diretto da: David S. Goyer
- Scritto da: David S. Goyer

### Trama
Hari, che si rivela un'ulteriore seconda copia digitale dell'originale, spiega che il Vault è sempre stato la sua dimora, e che si è trasformata successivamente raggiungendo Terminus prima dei coloni. Rivela anche che il vero scopo della Fondazione non era salvaguardare la conoscenza, ma forgiare una nuova civiltà basata su Anacreon e Thespis, e suggerisce di usare l'Invictus per simulare un "megaflare" per far sembrare che Terminus sia stato sterilizzato dalla vita; ciò garantirebbe un lungo periodo di tranquillità e sviluppo per la colonia, fuori dal controllo dell'Impero. Quando Hari torna al Vault, dice a Salvor che le sue visioni non sono state inviate da lui. Mesi dopo, Hugo è il capitano dell'Invictus e Salvor si candida a sindaco di Terminus. Quando Salvor scopre di essere stata concepita da Gaal e Raych, gravidanza poi portata a termine da sua madre Mary, si rende conto che le sue visioni sono i ricordi dei suoi genitori genetici e lascia Terminus alla ricerca di Gaal. Su Trantor, Fratello Giorno decide di risparmiare Fratello Alba nonostante le obiezioni di Fratello Tramonto, ma Demerzel uccide comunque Fratello Alba, affermando che la sua lealtà alla dinastia Cleon è più forte dei desideri di Fratello Giorno. Questi viene poi informato che la cospirazione anti-Impero era riuscita ad alterare il DNA del corpo di Cleon I molto tempo prima, colpendo non solo tutti i cloni successivi esistenti, ma anche lui stesso e forse i suoi predecessori. Nel 12.240 E.I., Gaal atterra su Synnax e presso le rovine del suo villaggio natale, immergendosi, trova Salvor in un sarcofago a sospensione e la risveglia. Madre e figlia così si incontrano.